# Fauvism

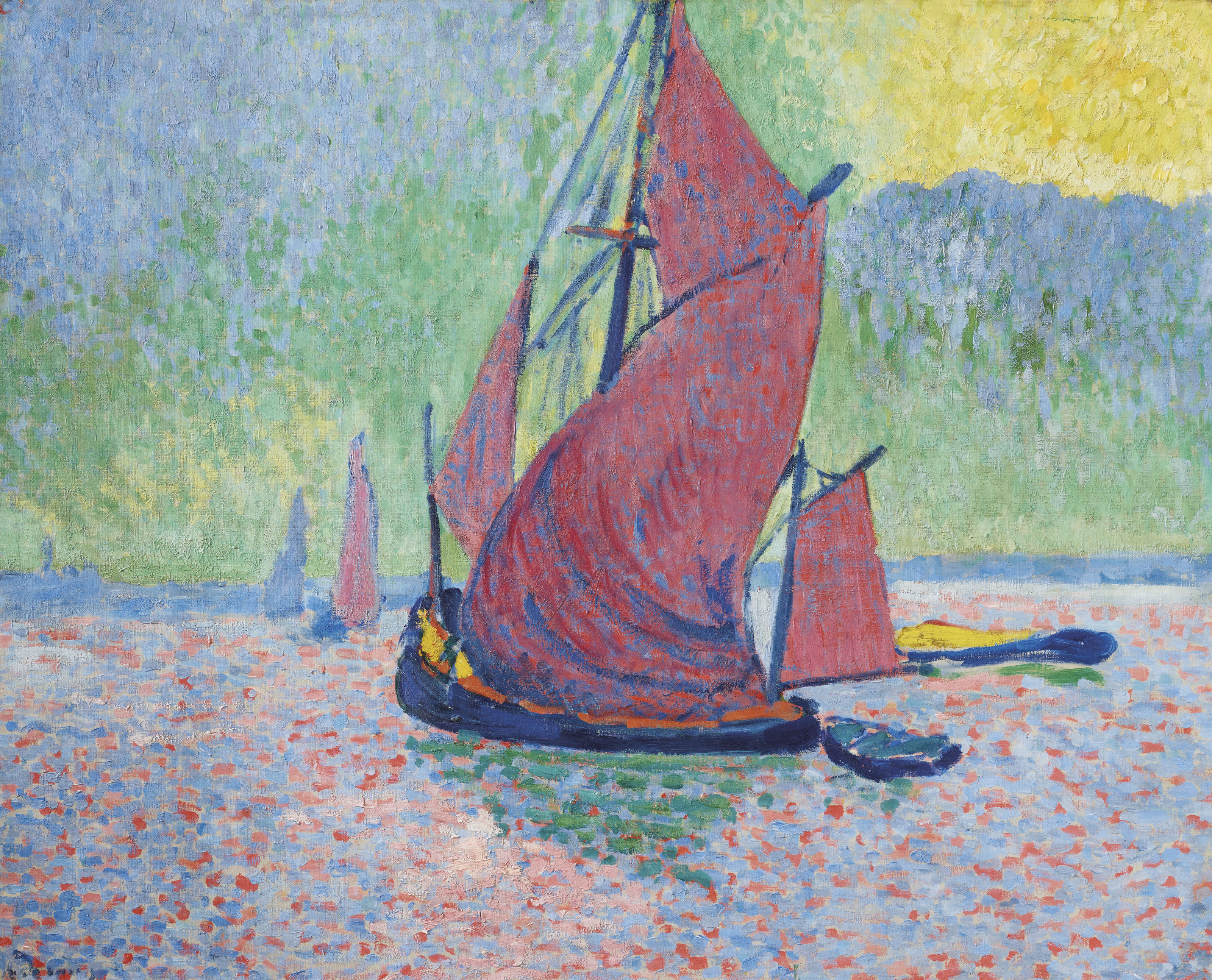
André Derain: Les Voiles rouges (1906).

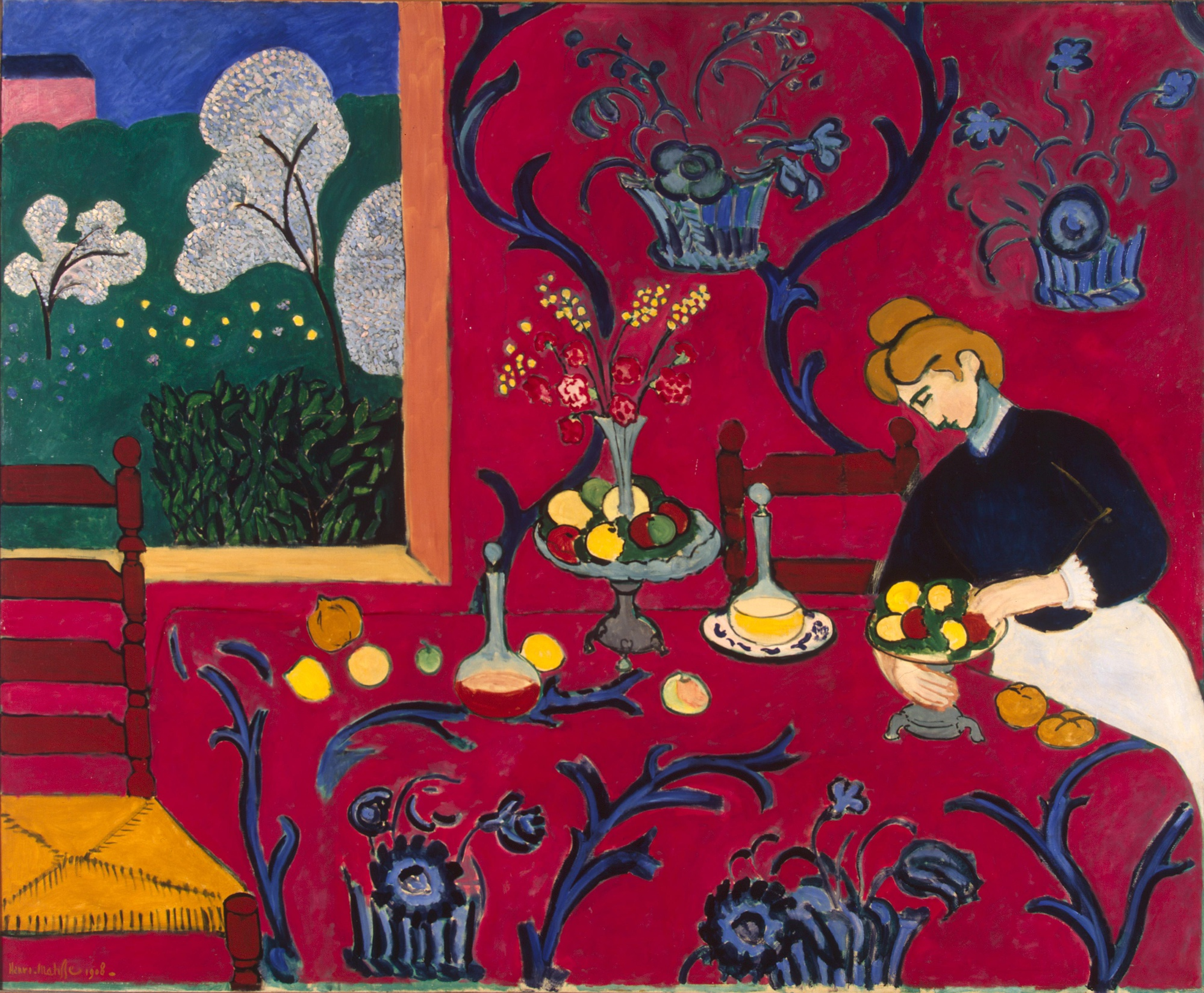
Henri Matisse: Harmoni i rött (1908).

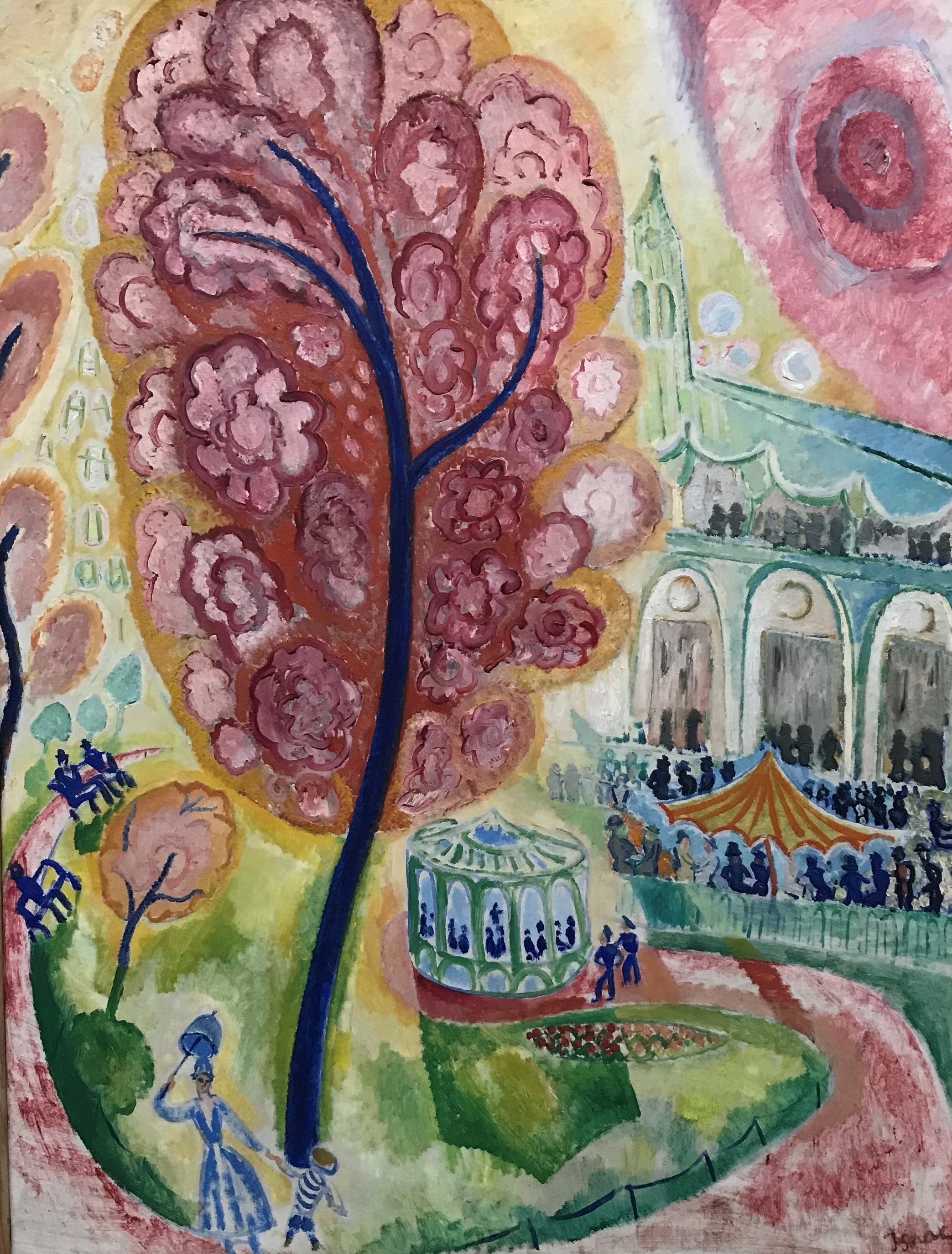
Isaac Grünewald: Det sjungande trädet (1915).

Fauvism var en europeisk strömning inom måleriet under tidigt 1900-tal. Den uppstod i Frankrike runt 1905 och gjorde gällande att färgen var konstverkets viktigaste beståndsdel. 
Under parollen "färgens frigörelse" betonade fauvisterna färgernas egenvärde och använde ofta färgerna rena, direkt från färgtuben. De lyfte fram färgerna genom att anlägga dem pastost på duken och genom att undvika centralperspektiv och fördrivningar. Fauvisterna befriade färgen från dess traditionella, deskriptiva roll i framställningen och visade på så sätt vägen till hur den kunde användas som ett uttrycksfullt självändamål.
I boken Fauvismen och expressionismen beskriver författaren Bernard Denvir fauvismens karakteristiska frigörelse av färg och form, som ett första framträdande av expressionism inom den moderna bildkonsten även om just denna benämning ännu inte användes.
Begreppet fauvism kom sig av att konstkritikern Louis Vauxcelles använde ordet fauves (vilddjur) när han skulle beskriva målningar av Henri Matisse och gruppen kring honom på utställningen Salon des Indépendants 1906.
Henri Matisse utgjorde kärnan i den franska färgexpressionismen eller fauvismen. Matisse var bland annat också lärare åt en rad svenska konstnärer som Isaac Grünewald, Einar Jolin och Sigrid Hjertén, vilkas måleri i likhet med hans präglas av just dekorativ skönhet och starka klara färgfält.
Fauvismen var dock aldrig någon skola i egentlig mening eftersom dess konstnärer inte formulerade något gemensamt program. Fauvismen föregicks av såväl postimpressionism som symbolism och avlöstes av kubism omkring 1910-1911. Tydliga influenser från Vincent van Gogh kan konstateras.

## Konstnärer i alfabetisk ordning (urval)
| - George Braque - André Derain - Kees van Dongen - Raoul Dufy - Leander Engström - Othon Friesz - Isaac Grünewald - Jacqueline Marval | - Sigrid Hjertén - Einar Jolin - Henri Le Fauconnier - Albert Marquet - Henri Matisse - Georges Rouault - Suzanne Valadon - Maurice de Vlaminck |